# List (trädgård)
List är inom grönsaksodling till exempel för gurkor en låg upphöjd jordvall. Jordvallen gör att jorden uppvärms fortare på våren och på fuktiga marker blir torrare. Listen skapas innan planteringen till skillnad från kupning som sker efter planteringen när växten har grott. List kan också vara en lång och smal rabatt i en trädgård.

## Källhänvisningar
- List (3) i Nordisk familjebok (andra upplagan, 1912)
- Svenska Akademiens ordbok: list